# Parque nacional de Mu Ko Ranong
El Parque nacional de Mu Ko Ranong (en tailandés:  อุทยานแห่งชาติหมู่เกาะระนอง, Archipiélago Ranong, hasta 2005: Parque Nacional Mu Ko Phayam, อุทยานแห่งชาติหมู่เกาะพยาม) es un parque nacional marino en el Mar de Andamán en la región meridional de Tailandia.
Se trata de un gran parque de 347 kilómetros cuadrados que está registrado como parque nacional desde el 31 de octubre de 2000.

## Geografía y ecosistemas
El parque nacional está situado en las comunidades (tambon) de Ko Phayam (ตำบลเกาะพยาม), Rat Krut (ตำบลราชกรูด), Ngao (ตำบลหงาว) y Paknam (ตำบลปากน้ำ) del condado de Mueang Ranong (Amphoe) (อำเภอเมืองระนอง). En el norte limita con la región de Tanintharyi de Myanmar.
El parque consta de 15 islas pequeñas y grandes y una parte de la franja costera.